# Konrad Pollesch
Konrad Karol Pollesch (ur. 12 kwietnia 1940 w Tychach) – polski fotografik, wykładowca akademicki.

## Życiorys
W latach 1958–1963 studiował filologię polską na Uniwersytecie Jagiellońskim. Od roku 1962 zajmuje się fotografią, podróżując po wielu krajach m.in.: Austrii, Finlandii, Francji, Niemczech, Szwajcarii, Włoszech, Szwecji. W USA przebywał dwukrotnie jako stypendysta, w 1979 r. Fundacji Kościuszkowskiej, a w 1988 r. Departamentu Stanu. W latach 1971–1997 prowadził zajęcia dydaktyczne z fotografii dla studentów Instytutu Archeologii Uniwersytetu Jagiellońskiego.
Artysta preferuje portret i pejzaż. Specjalizuje się w fotografowaniu dzieł sztuki. Jest autorem zdjęć do albumów z serii „Muzea Świata”, oraz dwóch monograficznych, autorskich albumów o Muzeum Książąt Czartoryskich w Krakowie. W latach 1987–1990 dokumentował działania teatru Cricot 2 Tadeusza Kantora.
Od 1985 r. wykonuje zdjęcia w technice gumowej, co zaowocowało licznymi wystawami w kraju i zagranicą. Od 1991 roku jest członkiem Europejskiego Stowarzyszenia Piktoralistów z siedzibą w Brukseli.
Jest autorem ponad 40 wystaw indywidualnych, prezentowanych w licznych miastach w Polsce, oraz za granicą m.in. w USA, Kanadzie, Francji, Austrii, Belgii, Szwajcarii, Izraelu i Czechosłowacji.
Jego prace znajdują się w zbiorach International Center of Photography i Museum of Modern Art w Nowym Jorku, Bibliotece Kongresu Stanów Zjednoczonych w Waszyngtonie, Musee d'Art et d'Histoire we Fryburgu w Szwajcarii, Muzeum Sztuki Nowoczesnej w Łodzi, Muzeum Narodowym we Wrocławiu, Muzeum UJ i Muzeum Historii Fotografii w Krakowie, oraz licznych prywatnych kolekcjach w kraju i zagranicą.
Pollesch współpracuje z licznymi czasopismami w kraju i zagranicą, publikując zdjęcia o tematyce kulturalnej oraz portrety.
Przez pewien okres związany był z TV Kraków, biorąc udział w programach o tematyce fotograficznej.
W 2022 r. został laureatem Nagrody Miasta Krakowa.

## Wystawy indywidualne
- Nigdy tu już nie powrócę, Cricoteka, Kraków, czerwiec 1988
- Kantor w fotografii Pollesch'a, pałac „Pod Baranami”, Kraków, lipiec 1989
- Tadeusz Kantor fotografato da Pollesch, Instytut Polski w Rzymie, grudzień – styczeń 1995/96
- Antenaci naszych wielkich, Muzeum UJ, Kraków, grudzień – styczeń 2003/2004
- NINA, Galeria Sztuk Wizualnych Vauxhall przy CKiS w Krzeszowicach, wrzesień – październik 2023[2]

## Autorskie albumy
- Muzeum Narodowe w Krakowie Kolekcja XX Czartoryskich, pod red. Marka Rostworowskiego, Arkady, 1978
- Muzeum Czartoryskich. Historia i zbiory, pod red. Zdzisław Żygulski jr., Muzeum Narodowe w Krakowie, 1998